# Nacionalni park Corcovado
Nacionalni park Corcovado (španjolski: Parque Nacional Corcovado) - nacionalni park na poluotoku Osa u jugozapadnoj Kostariki. 
Osnovan je 24. listopada 1975., a obuhvaća površinu od 425 km². Ubraja se među najljepše prirodne ljepote Kostarike. Ekološka raznolikost je izuzetno velika. National Geographic nazvao je ovaj nacionalni park "biološki najintenzivnijim mjestom na Zemlji". Ima više od 13 tipova raznih staništa. U velikoj mjeri posjećuju ga tropski ekolozi i turisti. 
Nacionalni park služi za zaštitu najveće prvotne šume na sjevernoameričkoj pacifičkoj obali i jedne od rijetkih preostalih većih područja nizinskih tropskih prašuma na svijetu. To stanište među najbogatijim je staništima na svijetu po biološkoj raznolikosti. Velike životinje trebaju mir i velike prostore prašume, kako bi se normalno razvijale. U ovom nacionalnom parku ima mnogo raznih životinjskih vrsta kao što su: Bairdov tapir, jaguar, ocelot, američki krokodil, puma, jaguarundi, otrovne žabe, razne vrste majmuna itd. Ima preko 500 raznih vrsta drveća.